# Ghiacciaio Schweitzer
Il ghiacciaio Schweitzer è un ghiacciaio situato sulla costa di Luitpold, nella Terra di Coats, in Antartide. Partendo dal versante settentrionale dei nunatak Littlewood, il ghiacciaio fluisce verso ovest fino a entrare nella baia di Vahsel dopo essersi congiunto con la porzione terminale del ghiacciaio Lerchenfeld.

## Storia
Il ghiacciaio Schweitzer è stato scoperto da Wilhelm Filchner durante la spedizione antartica tedesca del 1911-12 ed è stato così battezzato in onore del giornalista a scrittore tedesco Georg Schweitzer, primo presidente del comitato tedesco per le spedizioni antartiche.